# Erinna (segle IV aC)
Erinna (en llatí Erinna, en grec antic Ἤριννα) fou una poeta grega contemporània, segons Eusebi de Cesarea, de Demòstenes i de Filip II de Macedònia, a la 107a Olimpíada, cap a l'any 352 aC.
Alguns erudits pensen que només va existir una poeta Erinna, i que aquesta era en realitat Erinna de Rodes o de Teos, l'amiga de Safo i de Baucis, però mal datada. Fabricius la inclou a la Bibliotheca Graeca.